# Championnats d'Asie de boxe amateur 1983
Navigation
Édition précédente Édition suivante
La 11e édition des championnats d'Asie de boxe amateur s'est déroulée à Naha, Japon, du 11 au 17 décembre 1983. 

## Résultats

### Podiums
| Catégories                    | Or                 | Argent               | Bronze                                 |
| Poids mi-mouches (-48 kg)     | Oh Kwang-soo       | Mamoru Kuroiwa       | Mayedoror Wansuradej Efren Tabanas     |
| Poids mouches (-51 kg)        | Park Jae-sok       | Issac Amaldas        | Leung Hoi Ping Seiki Segawa            |
| Poids coqs (-54 kg)           | Park Hyung-ok      | Sanguo Teraporn      | Gundi Das Kamble Youji Hatakeyama      |
| Poids plumes (-57 kg)         | Leopoldo Cantancio | Lee Choon-kil        | Subramani Nityanandan Satoru Azuma     |
| Poids légers (-60 kg)         | Yukito Arai        | Mariam Xavier        | Sukhum Nobnom Samir Quassim            |
| Poids super-légers (-63,5 kg) | Nobuaki Hiranaka   | Samruay Mongsong     | Asharaf Ali Kwon Hyun-kyu              |
| Poids welters (-67 kg)        | An Young-su        | Chenanda Machaiah    | Syed Abrar Hussain Shah Kunihiro Miura |
| Poids super-welters (-71 kg)  | Lee Hae-jung       | Koji Iwasaki         | Chan Chor Ting Raymundo Suico          |
| Poids moyens (-75 kg)         | Chiharu Ogiwara    | Fazal Hussain        | Chang Han-gon                          |
| Poids mi-lourds (-81 kg)      | Lee Ho-soo         | Muzaffar Ahmed       | Kazutoshi Furusawa Palwinder Singh     |
| Poids lourds (-91 kg)         | Ismail Khalil      | Kaur Singh           | Chung Ji-bok                           |
| Poids super-lourds (+91 kg)   | Habib Ullah        | Mohammad Issan Abyad | Asam Salhabd Kazuma Tokunaga           |

### Tableau des médailles
| Place | Pays              | Médaille d'or, Asie | Médaille d'argent, Asie | Médaille de bronze, Asie | Total |
| ----- | ----------------- | ------------------- | ----------------------- | ------------------------ | ----- |
| 1     | Corée du Sud      | 6                   | 1                       | 3                        | 10    |
| 2     | Japon             | 3                   | 2                       | 6                        | 11    |
| 3     | Irak              | 2                   | 0                       | 1                        | 3     |
| 4     | Philippines       | 1                   | 0                       | 2                        | 3     |
| 5     | Inde              | 0                   | 4                       | 3                        | 7     |
| 6     | Pakistan          | 0                   | 2                       | 2                        | 4     |
| 6     | Thaïlande         | 0                   | 2                       | 2                        | 4     |
| 8     | Liban             | 0                   | 1                       | 0                        | 1     |
| 9     | Hong Kong         | 0                   | 0                       | 2                        | 2     |
| 10    | Arabie saoudite   | 0                   | 0                       | 1                        | 1     |
| Total | 10 pays médaillés | 12                  | 12                      | 22                       | 46    |